# Saint-Denis-Catus
Saint-Denis-Catus là một xã thuộc tỉnh Lot tây nam Pháp. Xã có diện tích 10,78 km², dân số theo điều tra năm 1999 là 193 người. Khu vực này có độ cao trung bình 165 mét trên mực nước biển.